# Antoinette de Jong
Antoinette Lisanne Rijpma-de Jong (Rottum, 6 aprile 1995) è una pattinatrice di velocità su ghiaccio olandese, argento nell'inseguimento a squadre e bronzo nei 3000 metri alle Olimpiadi di Pyeongchang 2018.

## Palmarès

### Olimpiadi
- 3 medaglie:
  - 1 argento (inseguimento a squadre a Pyeongchang 2018);
  - 2 bronzi (3000 m a Pyeongchang 2018; 1500 m a Pechino 2022).

### Mondiali completi
- 3 medaglie:
  - 3 bronzi (Berlino 2016; Calgary 2019; Hamar 2020); Hamar 2022).

### Mondiali distanza singola
- 11 medaglie:
  - 5 ori (inseguimento a squadre a Kolomna 2016; inseguimento a squadre a Gangneung 2017; inseguimento a squadre e 3000m a Heerenveen 2021; 1500 m a Heerenveen 2023);
  - 4 argenti (3000 m e inseguimento a squadre a Inzell 2019; inseguimento a squadre a Salt Lake City 2020; 1000 m a Heerenveen 2023);
  - 2 bronzi (3000 m a Kolomna 2016; 3000 m a Gangneung 2017).

### Europei completi
- 4 medaglie:
  - 2 ori (Collalbo 2019; Hamar 2023);
  - 2 bronzi (Minsk 2016; Heerenven 2017).

### Europei distanza singola
- 4 medaglie:
  - 3 ori (sprint a squadre a Heerenven 2020; sprint a squadre e 1500m a Heerenven 2020).
  - 1 argento (3000m a Heerenven 2020).

### Coppa del Mondo
- Miglior piazzamento in classifica generale: 7ª nel 2018.
- Vincitrice della Coppa del Mondo lunghe distanze nel 2018.
- Miglior piazzamento nella Coppa del Mondo 1500 m: 6ª nel 2018.
- 19 podi (9 individuali, 10 a squadre):
  - 7 vittorie (3 individuali, 4 a squadre);
  - 10 secondi posti (4 individuali, 6 a squadre);
  - 2 terzi posti (tutti individuali).